# Platzer Kuppe
Die Platzer Kuppe ist ein 736,8 m ü. NHN hoher Berg in der Rhön nordöstlich  von Platz, einem Ortsteil von Geroda im unterfränkischen Landkreis Bad Kissingen. Die Platzer Kuppe ist die südlichste Erhebung der Schwarzen Berge und von diesen mit einer Schartenhöhe von 58 m deutlich abgesetzt, weshalb sie aus Osten und Westen auch aus größerer Entfernung erkannt werden kann. Ein 23 Hektar großes Areal am Südosthang der Platzer Kuppe gehört zum Waldfensterer Forst, wohingegen die übrigen Bereiche auf der Gemarkung von Platz liegen.
Die Platzer Kuppe ist ein beliebter Aussichtsberg. Vom höchsten Punkt, auf dem sich auch ein Gipfelkreuz befindet, reicht der Blick weit in südwestliche und westliche Richtung, an klaren Tagen bis zum Taunus.
Im Wald der Platzer Kuppe und nach dieser benannt wurde ein Naturwaldreservat ausgewiesen, das vom Forstamt Bad Kissingen betreut wird. Der Altbestand ist aus einem ehemaligen Hudewald hervorgegangen.

Rundblick auf dem Gipfel
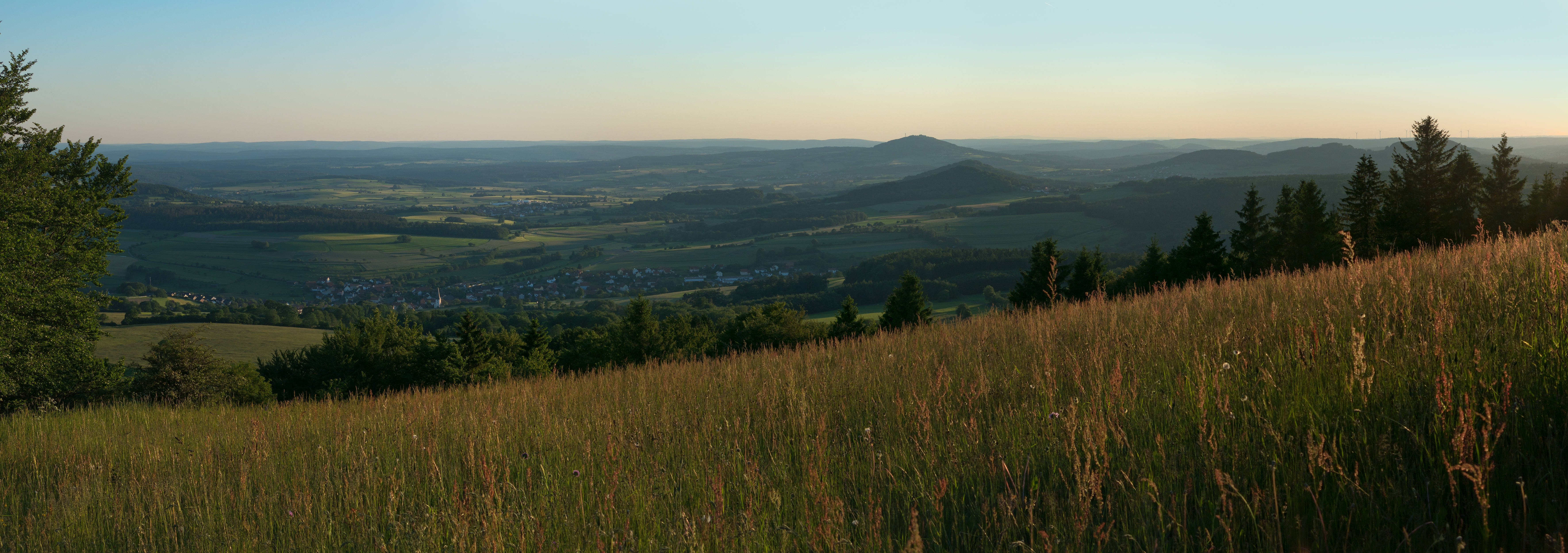
Ausblick nach Südwesten und Westen bis zum Taunus

## Geologie
Das Gestein der Platzer Kuppe gehört in der Feldansprache zum Basalt. Die Kuppe selbst besteht aus einen glasreichen Basalt, nach alter Nomenklatur Limburgit genannt. Kleinere Aufschlüsse in seiner Umgebung wurden als Nephelinit angesprochen, ein basisches, kieselsäurearmes Ergussgestein, bei dem die Feldspate mehr oder weniger stark durch Foide (Feldspatvertreter) ersetzt sind. Ob das Gestein der Kuppe selbst eine glasreiche Ausbildung eines Nephelinits oder Basanits ist oder ob Feldspatbasalt vorliegt, ist nicht bestimmt worden. Die Gesteine der Umgebung der Bergkuppe sind durch mächtige Blockschutt- und Fließerdedecken verhüllt, die sich aus dem Basalt gebildet haben. Im Untergrund der Platzer Kuppe wurden Schlotbrekzien nachgewiesen, es handelt sich also um den Erosionsrest einer Schlotfüllung, nicht einer Basaltdecke. Kleine Aufschlüsse im Hangbereich zeigen, dass der Schlot den Unteren Muschelkalk (in der Stufe des Wellenkalks) durchschlagen hat, die Mächtigkeit des Wellenkalks beträgt etwa 25 Meter.
Nicht im Gipfelbereich der Kuppe, sondern an einem kleinen Basalt-Aufschluss am Südhang des Bergs sammelte Julius Soellner (1874–1946) Mineralproben, in denen er ein bisher unbekanntes Mineral fand. In seiner 1907 veröffentlichten Erstbeschreibung bezeichnete er es nach dessen Typlokalität als Rhönit.